# استان فرانه
استان فرانه (به لاتین: Faranah Prefecture) یک منطقهٔ مسکونی در گینه است که در ناحیه فرانه واقع شده‌است. استان فرانه ۱۲٬۹۶۶ کیلومتر مربع مساحت و ۲۸۰٬۵۱۱ نفر جمعیت دارد.